# مائورو سیچرو (بازیکن فوتبال، زاده ۱۹۵۱)
مائورو سیچرو (انگلیسی: Mauro Cichero; ۱۶ اکتبر ۱۹۵۱ – ۲۰ ژانویهٔ ۲۰۱۹) بازیکن فوتبال اهل ونزوئلا بود.
وی همچنین در تیم ملی فوتبال ونزوئلا بازی کرده‌است.